# 安東 (臺灣)
安東，是臺灣彰化縣秀水鄉的一個傳統地域名稱，也是今日秀水鄉行政中心所在地，位於該鄉中部偏西北。相較於今日行政區，其範圍大致與安東村相當。

## 歷史
台灣清治末期至日治初期，安東地區為一街庄，稱為「安東庄」，隸屬於馬芝堡。該庄北與馬鳴山庄為鄰，東與秀水庄為鄰，南邊為埔姜崙庄，西邊為大崙庄。
1901年（日治明治三十四年）11月，該庄隸屬於彰化廳。1909年（明治四十二年）10月，改隸屬於臺中廳。1920年（大正九年），該庄改制為「安東」大字，隸屬於臺中州彰化郡秀水庄，大字下有「安東」、「孩兒安」小字名。
戰後秀水庄改制為秀水鄉，隸屬於彰化縣，大字亦改制為村。

## 交通
省道台19線（彰水路一段）又稱「中央公路」，為彰化至台南永康的幹道，大致以東北－西南走向經過安東地區東南部，往東北可前往彰化，往西南可前往溪湖、土庫、北港等地。

## 學校
- 秀水高工（部分）
- 秀水國中
- 秀水國小